# Мішель Прюдомм
Міше́ль Жан Жорж Гісле́н Прюдо́мм (фр. Michel Preud'homme, нар. 24 січня 1959, Угре) — бельгійський футболіст, що грав на позиції воротаря. По завершенні ігрової кар'єри — футбольний тренер, з травня 2018 року очолює тренерський штаб льєзького «Стандарда».
Виступав за клуби «Стандард» (Льєж), «Мехелен» та «Бенфіка», а також національну збірну Бельгії. За версією IFFHS посідає 22 місце у списку найкращих футбольних воротарів XX сторіччя. Найкращий воротар чемпіонату світу 1994 року.

## Клубна кар'єра
Вихованець юнацької футбольної школи клубу «Стандард» (Льєж), до якої потрапив у 10-річному віці. У 18 років дебютував в іграх за основну команду «Стандарда», в якій габаритний молодий гравець відразу став основним голкіпером. Протягом 1977—1986 років узяв участь у 240 матчах чемпіонату, за цей час двічі допомігши команди здобути титул чемпіона Бельгії.
Своєю грою за цю команду привернув увагу представників тренерського штабу клубу «Мехелен», до складу якого приєднався 1986 року. Відіграв за команду з Мехелена наступні вісім сезонів своєї ігрової кар'єри. Граючи у складі «Мехелена» також здебільшого виходив на поле в основному складі команди. За цей час додав до переліку своїх трофеїв ще один титул чемпіона Бельгії, ставав володарем Кубка Кубків УЄФА і Суперкубка УЄФА.
Після яскравого виступу на чемпіонаті світу 1994 35-річним воротарем зацікавилася португальська «Бенфіка», в якій він протягом ще 5 сезонів був основним голкіпером. 1999 року 40-річний Прюдомм завершив професійну кар'єру футболіста.

## Виступи за збірну
1979 року молодий воротар дебютував в іграх за національну збірну Бельгії, а наступного року навіть був включений до її заявки на фінальну частину чемпіонату Європи 1980, на якому бельгійці стали віце-чемпіонами. Втім цього успіху було досягнуто без допомоги Прюдомма, який на турнірі був третім воротарем збірної після Жана-Марі Пфаффа і Тео Кюстерса та, відповідно, жодного разу на поле не виходив.
Окрім Пфаффа, який на той час був беззаперечним основним воротарем збірної, у розпорядженні тренерів національної команди була ще ціла низка талановитих голкіперів, тож провівши ще декілька ігор за збірну у 1981, Прюдомм взагалі на деякий час припинив викликатися до її лав. Із завершенням «ери Пфаффа» в збірній у 1987 році відразу декілька голкіперів отримали шанс зайняти його місце основного воротаря команди, яким найкраще врешті-решт розпорядився саме Прюдомм. На наступному великому турнірі збірної Бельгії, чемпіонат світу 1990 року в Італії, її основним воротарем вже був Прюдомм, який провів усі чотири гри команди на чемпіонаті, де бельгійці зупинилися на стадії 1/8 фіналу.
На чемпіонаті світу 1994 року, що проходив у США, бельгійці знову не змогли подолати стадію 1/8 фіналу, втім саме Прюдомма, який у трьох матчах групового раунду пропустив лише один гол, було обрано найкращим воротарем турніру. Наприкінці того ж 1994 року досвідчений голкіпер завершив виступи за національну команду.

### Статистика ігор за збірну
| Збірна  | Рік    | Товариські | Товариські | ЧС | ЧС | ЧЄ | ЧЄ | Усього | Усього |
| Збірна  | Рік    | І          | ГП         | І  | ГП | І  | ГП | І      | ГП     |
| ------- | ------ | ---------- | ---------- | -- | -- | -- | -- | ------ | ------ |
| Бельгія | 1979   | 0          | 0          | 0  | 0  | 1  | 0  | 1      | 0      |
| Бельгія | 1981   | 0          | 0          | 2  | 3  | 0  | 0  | 2      | 3      |
| Бельгія | 1987   | 0          | 0          | 0  | 0  | 2  | 2  | 2      | 2      |
| Бельгія | 1988   | 4          | 7          | 1  | 0  | 0  | 0  | 5      | 7      |
| Бельгія | 1989   | 2          | 0          | 6  | 5  | 0  | 0  | 8      | 5      |
| Бельгія | 1990   | 6          | 7          | 4  | 4  | 1  | 3  | 11     | 14     |
| Бельгія | 1991   | 2          | 0          | 0  | 0  | 5  | 3  | 7      | 3      |
| Бельгія | 1992   | 2          | 5          | 5  | 1  | 0  | 0  | 7      | 6      |
| Бельгія | 1993   | 1          | 1          | 4  | 4  | 0  | 0  | 5      | 5      |
| Бельгія | 1994   | 3          | 2          | 4  | 4  | 3  | 5  | 10     | 11     |
| Усього  | Усього | 20         | 22         | 26 | 21 | 12 | 13 | 58     | 56     |

## Кар'єра тренера
Закінчивши професійні виступи на футбольному полі, Прюдомм повернувся на батьківщину, де вже на початку 2001 року очолив тренерський штаб свого рідного «Стандарда» (Льєж). Пропрацювавши з командою півтора року особливих успіхів не добився і залишив клуб, проте лише для того аби тріумфально повернутися до нього у 2006 році. У свій другий прихід на тренерський місток «Стандарда» Прюдомм привів команду клубу до перемоги у національній першості в сезоні 2007–08. Примітно, що до того команда зі Льєжа востаннє вигравала чемпіонат 25 роками раніше, у 1983 році, коли Прюдомм ще захищав її ворота.
Попри успіх зі «Стандардом» 2008 року Прюдомм неочікувано залишив клуб, прийнявши керівництво командою іншого бельгійського клубу, «Гента». Тут тренер провів два сезони, записавши собі до активу друге місце в чемпіонаті та перемогу в національному кубку.
У травні 2010 року Прюдомм змінив англійського спеціаліста Стіва Макларена у керма нідерландського «Твенте». Вже за декілька місяців здобув свій перший трофей з цим клубом, обігравши у матчі за Суперкубок Нідерландів амстердамський «Аякс». Ще за рік, у 2011 році, очолюваний Прюдоммом «Твенте» здолав все той же «Аякс» у фіналі Кубка країни. Цей трофей став останнім для Прюдомма в Нідерландах, оскільки невдовзі він залишив країну і наступні два роки працював у Саудівській Аравії з командою клубу «Аш-Шабаб».
Попри гарні результати роботи з «Аль-Шабабом», керівництво якого погодило подовження контракту тренера до 2016 року, у вересні 2013 року Прюдомм прийняв пропозицію повернутися на батьківщину, очоливши команду клубу «Брюгге». Сезон 2013/14 очолювана Прюдоммом команда фінішувала третьою, що було визнано задовільним результатом, і з тренером було підписано подовження контракту до 2019 року. Вже наступного сезону 2014/15 привів команду з Брюгге до здобуття першого для неї за останні вісім років трофею — кубка країни. А вже за рік, у сезоні 2015/16 «Брюгге» Прюдомма став чемпіоном країни, уперше за попередні одинадцять років. Проте в сезоні 2016/17 команда не змогла захистити титул, поступившись «Андерлехту», і навесні 2017 Прюдомм пішов у відставку.
У травні 2018 року утретє за свою тренерську кар'єру прийняв пропозицію очолити льєзький «Стандард».

## Титули й досягнення

### Як гравця
- Чемпіон Бельгії (3):

«Стандард» (Льєж): 1981–82, 1982–83
«Мехелен»: 1988–89
- Володар Кубка Бельгії (2):

«Стандард» (Льєж): 1980–81
«Мехелен»: 1986–87
- Володар Суперкубка Бельгії (2):

«Стандард» (Льєж): 1981, 1983
- Володар Кубка Кубків УЄФА (1):

«Мехелен»: 1987–88
- Володар Суперкубка Європи (1):

«Мехелен»: 1988
- Володар Кубка Португалії (1):

«Бенфіка»: 1996
- Віце-чемпіон Європи: 1980

### Як тренера
- Чемпіон Бельгії (2):

«Стандард» (Льєж): 2007–08
«Брюгге»: 2015–16
- Володар Кубка Бельгії (2):

«Гент»: 2010
«Брюгге»: 2015

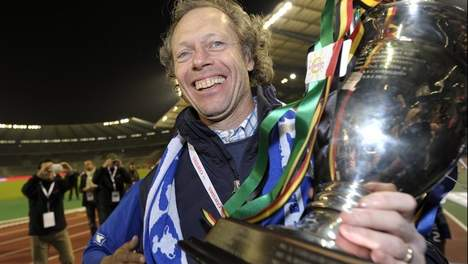
Мішель Прюдомм з Кубком Бельгії, виграним з «Гентом»

- Володар Суперкубка Нідерландів (1):

«Твенте»: 2010
- Володар Кубка Нідерландів (1):

«Твенте»: 2011
- Чемпіон Саудівської Аравії (1):

«Аш-Шабаб»: 2011–12
- Володар Суперкубка Бельгії (1):

«Брюгге»: 2016

### Особисті
- Футболіст року в Бельгії (2): 1987, 1989
- Найкращий воротар чемпіонату світу (1): 1994
- Тренер року в Бельгії (1): 2008
- Тренер року в Нідерландах (1): 2011